# Elektroenergetski sistem Slovenije
Elektroenergetski sistem Slovenije (kratica: EES) je povezana celota elektroenergetskih objektov in naprav za oskrbo Slovenije z električno energijo. 

## Sestavni deli EES
EES "povezuje različne vrste proizvajalcev električne energije, ki dejansko spreminjajo druge oblike primarne energije, kot je jedrska, kemična, gibalna ali potencialna v električno energijo, prek prenosnega in distribucijskega omrežja z uporabniki".
Primarno se EES deli na štiri osnovne sklope:
- proizvajalci električne energije (elektrarne v Sloveniji),
- prenosno električno omrežje (sistemski operater prenosnega omrežja v Sloveniji je ELES),
- distribucijsko električno omrežje (sistemski operater distribucijskega omrežja v Sloveniji je SODO; poglavitna distribucijska podjetja so: Elektro Celje, Gorenjska, Ljubljana, Maribor in Primorska),
- porabniki električne energije.[2]

## Pregled elektroenergetskih podjetij
Trenutno v slovenskem elektroenergetskem sistemu delujejo naslednja podjetja:
- kombinirani sistemski prenosni in distribucijski operater: ELES
- distribucijska podjetja: Elektro Celje, Elektro Gorenjska, Elektro Ljubljana, Elektro Maribor in Elektro Primorska
- energetska borza: BSP Regionalna Energetska Borza
- operater trga z elektriko: Borzen
- proizvajalci električne energije: Holding Slovenske elektrarne, GEN energija, Termoelektrarna Toplarna Ljubljana
- dobavitelji električne energije: Adriaplin, E3, ECE, Elektro Energija, Elektro Maribor Energija Plus, Elektro Prodaja EU, Energenti Plus, Energia Gas and Power, Energija Direkt, GEN Energija, GEN-I, HEP Energija, Sonce Energija d.o.o., Holding Slovenske elektrarne, Interenergo, Energetika Podjetje, Logo Energija, Petrol Energetika, Petrol in RWE Ljubljana.